# 極微
極微，又譯鄰虛、鄰虛塵，源自古印度哲學思想，是組成一切物質（色）的最小單位，類似於古希臘哲學中的原子。部份佛教部派如說一切有部和南傳上座部接受了這個學說，耆那教和勝論派也設立了極微的概念。

## 性質
「極微」是對物質進行分析後得到的作為極限的微粒子，《大毘婆沙論》定義極微是最細色，即沒有細構部分、不可分解离析、不可感官經驗：
|  | 問：彼極微量，復云何知？答：應知「極微是最細色」。 - 不可斷截、破壞、貫穿，不可取捨、乘履、摶掣；非長非短，非方非圓，非正不正，非高非下； - 無有細分，不可分析；不可覩見，不可聽聞，不可嗅甞，不可摩觸，故說「極微是最細色」。 |

## 微聚
《大毘婆沙論》記載：四大種及其所造色，是有色法，極微没有變礙，極微積聚成有變礙的有色法；四大種是不可見、有對色，而所造色，或可見或不可見，或有對或無對，有對含義為有相互障礙的可經驗實體；四大種所造色，於四大種外有別自體；四大種與所造色相依而住，諸極微互不相觸；四大種及七所造觸攝於觸處中，有說所造觸是四大種之差別而非實有，依世俗說為身所受之可觸境；四大種永不相互分離，不因物態相變而失去自相；不同物體中，或同一物體在不同條件下，四大種極微的數量比例或有差異，亦有說數量等比而其勢力或有差異；一組四大種的四個極微，只能造一個所造色極微，亦有說可造多個；四大種有十一種，即有色十一處所依四大種，其所造色即为有色十一處。
二十二根中有七根是色法，五根再加欲界繋的男根、女根。《大毘婆沙論》擁立極微學說後，法勝尊者《阿毘曇心論》依《品類論》將男根、女根併入身根加以分析：
| 極微   | 欲界           | 欲界           | 欲界           | 欲界           | 欲界           | 欲界           | 色界           | 色界           | 色界           | 色界           | 色界           | 色界           |
| 極微   | 眼根           | 耳根           | 鼻根           | 舌根           | 身根           | 非根色         | 眼根           | 耳根           | 鼻根           | 舌根           | 身根           | 非根色         |
| ------ | -------------- | -------------- | -------------- | -------------- | -------------- | -------------- | -------------- | -------------- | -------------- | -------------- | -------------- | -------------- |
| 四大種 | 地、水、火、風 | 地、水、火、風 | 地、水、火、風 | 地、水、火、風 | 地、水、火、風 | 地、水、火、風 | 地、水、火、風 | 地、水、火、風 | 地、水、火、風 | 地、水、火、風 | 地、水、火、風 | 地、水、火、風 |
| 外色   | 色、香、味、觸 | 色、香、味、觸 | 色、香、味、觸 | 色、香、味、觸 | 色、香、味、觸 | 色、香、味、觸 | 色、觸         | 色、觸         | 色、觸         | 色、觸         | 色、觸         | 色、觸         |
| 內色   | 眼淨色、身淨色 | 耳淨色、身淨色 | 鼻淨色、身淨色 | 舌淨色、身淨色 | 身淨色         |                | 眼淨色、身淨色 | 耳淨色、身淨色 | 鼻淨色、身淨色 | 舌淨色、身淨色 | 身淨色         |                |
| 合計   | 10             | 10             | 10             | 10             | 9              | 8              | 8              | 8              | 8              | 8              | 7              | 6              |

此理論只涉及某根某界中存在什麼種類的極微，沒有論及色處諸形色和觸處七所造觸，沒有確定極微聚內四大種的具體數量等細節。世親尊者《俱舍論》在此上細分為無聲和有聲，如有聲音產生則增加上外色「聲」，並稱其為色聚， 其含義是四大種及其所造色的最小聚集单位，其邊際由空界色限定。
在赤銅鍱部的論書如《解脫道論》中，水大種計為不可見、無對色，所有不可見、無對色都歸入法處，以四大種及其所造色、香、味、觸為八不分離色；男根、女根不併入身根而各有根色，計入結生剎那即生的心所依處，身凈色不劃入眼、耳、鼻、舌根；區分業、心、時節、食四種生起因緣，將命根列入所有業生諸根色聚；將聲處色，法處所攝諸細色中與造業有關的身表、語表，及與四念處等有關的色輕快、色柔軟、色適業，列入心、時節、食生色聚；並結合剎那相續，演繹出了成體系的色聚理論。南傳佛教的更後世論書用食素取代了色聚中的觸，並陸續進行了各式修改和重釋，部份現代上座部佛教派别用色聚理論指導界分别觀。

## 度量制
《大毘婆沙論》定義了物體積聚的度量單位：
- 此七極微，成一微塵，是眼、眼識，所取色中，最微細者。此唯三種眼見：一、天眼，二、轉輪王眼，三、住後有菩薩眼。
- 七微塵，成一銅塵。……七銅塵，成一水塵。……七水塵，成一兔毫塵。……
- 七兔毫塵，成一羊毛塵。七羊毛塵，成一牛毛塵。七牛毛塵，成一向遊塵。
- 七向遊塵，成一蟣。七蟣，成一虱。七虱，成一穬麥。七穬麥，成指一節。

和距離的度量單位：
- 二十四指節，成一肘。四肘，為一弓。……
- 五百弓，成摩揭陀國一俱盧舍()，成北方半俱盧舍。……八俱盧舍，成一踰繕那。

此定義的「極微」是眼睛可識別的最小單位「微塵」的七分之一，以極微定義的實體本身不可見，積聚成至少微塵大小才可見。南傳佛教另有兩種不同的極微規定。傳統上把上述七倍倍增的度量單位認定為體積單位，而現代為了探究“極微”可能的最細小程度，以其為長度單位，從指節到“極微”要縮小711=1.977326743×109倍，按指節為2×10-2米計算，則“極微”為1×10-11米，但牛毛、羊毛和兔毛將不能與以其為參照的度量單位相匹配。原子半徑大小約為3—30×10-11米，直徑也就是6—60×10-11米。在佛教理論中，被稱為究竟法的四大種是不可見有對色，其存在不是靠視覺而是靠身體觸覺識知的，儘管默認將其終極實體等同於極微，但沒限制說不可以施設得小於這些歷史定義甚至物理學測量極限。
佛教經典中，常用微塵形容極致細小，並不一定與極微理論或上述度量制下的微塵有關，經典中，也用微塵數來形容極大數量。

## 源流
極微在佛陀本人的經典中從未出現，可能源於佛教對《六法論》有關學說的批判性接受。
說一切有部是佛教部派中最早支持這個觀念的派別，最早在《大毘婆沙論》中擁立，經量部和中觀學派與瑜伽行唯識學派等都反對極微實有。

## 學術研究
自然哲學區分元素論和原子論，亞瑟·伯林戴爾·凱思在《印度邏輯和原子論——對正理派和勝論的一種解說》中綜述為：
|  | 極微說在印度出現很晚，可以肯定一點：在印度接觸到大夏（Bactria）的希臘裔國家之前，在希臘的文化藉對印度的西北邊境的軍事佔領而有所影響以前，印度人並沒有原子的觀念。而在希臘原子論已經形成了決非不足道的理論影響。……印度人當然不會一成不變地接受希臘的觀念。……印度人借鑒了希臘文化思想是無可辯駁的事。但他們並未接受次一等的性質不屬於原子實體的說法。 |